# Jean-François Lecsinel
Jean-François Lecsinel (né le 2 octobre 1986 à Cayenne en Guyane) est un footballeur franco-haïtien qui évolue au poste de défenseur avec Esperance Aulnaysienne en France et la sélection haïtienne.

## Carrière en club
- 2002-2003 : Paris SG (France)
- 2003-2004 : Paris SG (France)
- 2004-2005 : CS Sedan-Ardennes (France)
- 2005-février 2006 : CS Sedan-Ardennes (France)
- Février 2006-juin 2006 : Falkirk (Écosse)
- 2006-2007 : EA Guingamp (France)
- 2007-2008 : EA Guingamp (France)
- 2009-2011 : Swindon Town (Angleterre)
- 2011- : Sheffield United  (Angleterre)[1]

Jean-François signe à Sheffield United le 20 juin 2011 après avoir refusé une prolongation de contrat avec Swindon Town.
En 2014, il résilie son contrat à Sheffield United pour signer dans son club de sa ville natale à Aulnay-sous-Bois Espérances Aulnaysienne.

## Carrière internationale
Il est appelé en équipe d'Haïti de football en février 2008.